# Linsleyonides albomaculatus
Linsleyonides albomaculatus är en skalbaggsart som först beskrevs av Champlain och Knull 1922.  Linsleyonides albomaculatus ingår i släktet Linsleyonides och familjen långhorningar.
Artens utbredningsområde är:
- Bahamas.
- Kuba.

Inga underarter finns listade i Catalogue of Life.